# Typ 92 10-cm-Kanone
Die Typ 92 10-cm-Kanone (jap. 九二式十糎加農砲, Kyūni-shiki Jū-senchi Kannohō) war ein Feldgeschütz, das vom Kaiserlich Japanischen Heer im Zweiten Japanisch-Chinesischen Krieg, im Japanisch-Sowjetischen Grenzkonflikt und während des Pazifikkrieges von 1932 bis 1945 eingesetzt wurde. Die Bezeichnung Typ 92 deutet dabei auf das Jahr der Truppeneinführung, das Jahr Kōki 2592 bzw. 1932 nach gregorianischem Kalender, hin.

## Geschichte
Die Entwicklung der Typ 92 10-cm-Kanone begann 1923, doch dauerte es bis 1932, bis sie im Kaiserlich Japanischen Heer eingeführt wurde. Die Verzögerung bei der Einführung des Geschützes lag darin, dass das Heer im Laufe der Entwicklung stetig neue Anforderungen an den Waffenhersteller stellte, insbesondere was die Gewichtsreduktion betraf. Die Typ 92 sollte die Typ 14 10-cm-Kanone ersetzen und mit einer gesteigerten Reichweite per Gegenfeuer feindliche Artillerie bekämpfen.
Im Juni 1939 kamen 16 Typ 92 Kanonen des 7. Selbstständigen Schweren Feldartillerie-Regiments während des Japanisch-Sowjetischen Grenzkonflikts in der Schlacht von Nomonhan zum Einsatz.
Während der Invasion der Philippinen 1942 hatten sich die amerikanisch-philippinischen Streitkräfte auf die Halbinsel Bataan zurückgezogen. Der erste japanische Angriff zur Zerschlagung des Gegners scheiterte am Widerstand der Alliierten. Deswegen schickte der Oberbefehlshaber der 14. Armee, Generalleutnant Homma Masaharu, starke Artillerie-Einheiten um der Lage Herr zu werden. Unter den 300 aufgebotenen Geschützen waren 16 Typ 92 Kanonen des 8. Schweren Feldartillerie-Regiment. Am 3. April 1942 eröffneten die japanischen Geschütze um 9:00 Uhr das Feuer, das bis 15:00 Uhr anhielt. In dem sechs Stunden anhaltenden Bombardement wurden allein durch das 8. Schwere Feldartillerie-Regiment 4596 Schuss abgegeben.
Im Verlauf der Invasion der Philippinen erfolgte am 4. Mai 1942 der Beschuss der Inselfestung Corregidor, bei der Typ 92 Kanonen insgesamt 7246 Schuss abgaben. Corregidor fiel am 6. Mai 1942 in japanische Hände.
Als es auf der Insel Guadalcanal zu der Schlacht um Guadalcanal kam, benutzten die Japaner vier Typ-92-Kanonen der 2. Batterie des 21. Selbstständigen Schweren Feldartillerie-Regiments, um das Flugfeld Henderson Field zu beschießen. Die Typ 92 wurden unter großen Aufwand mit Menschenkraft in dem Dschungelgelände in Stellung gebracht. Auch die 742 16 kg schweren Granaten wurden von Soldaten getragen. Dank der großen Reichweite der Kanone konnte die amerikanische Artillerie nicht mit Gegenfeuer antworten und die japanischen Artillerieangriffe wurden zur Plage der auf dem Henderson Field stationierten US-Truppen, die die japanischen Geschütze Pistol Petes tauften. Wegen des geringen Munitionsvorrates konnten keine Feuerwalzen geschossen werden, sondern lediglich Störfeuer.

## Technik
Obwohl die Typ 92 den Zusatz 10-cm führte handelte es sich um ein Geschütz im Kaliber 105 mm. Mit einer Länge von 4,725 m verfügte es, verglichen mit seinem Gewicht, über ein sehr langes Geschützrohr, sowie über eine lange Rohrwiege. Der Verschluss bestand aus einem dreifach unterbrochenen Schraubenverschluss. Das Rückstoßsystem war hydropneumatisch. Die Lafette wurden von großen, schweren Holzrädern getragen, die eine  Vollgummibereifung besaßen.
- Kaliber: 105 mm
- Kaliberlänge: L/45
- Rohrlänge: 4,725 m[1]
- Höhenrichtbereich: −5° bis +45°
- Seitenrichtbereich: 18° nach rechts, 18° nach links
- Geschützgewicht: 3.730 kg
- Geschossgewicht: 15,76 kg
- Mündungsgeschwindigkeit V0 = 765 m/s
- Maximale Reichweite: 18.200 m
- Effektive Reichweite: ca. 14.000 m

## Erhaltene Exemplare
- Blackburn Park Army Cadet Camp, Ontario, Kanada[5]